# 紀元前734年
紀元前734年（きげんぜん734ねん）は、西暦（ローマ暦）による年。紀元前1世紀の共和政ローマ末期以降の古代ローマにおいては、ローマ建国紀元20年として知られていた。紀年法として西暦（キリスト紀元）がヨーロッパで広く普及した中世時代初期以降、この年は紀元前734年と表記されるのが一般的となった。

## 他の紀年法
- 干支 : 丁未
- 中国
  - 周 - 平王37年
  - 魯 - 恵公35年
  - 斉 - 荘公贖61年
  - 晋 - 孝侯6年
  - 秦 - 文公32年
  - 楚 - 武王7年
  - 宋 - 宣公14年
  - 衛 - 桓公元年
  - 陳 - 桓公11年
  - 蔡 - 宣侯16年
  - 曹 - 桓公23年
  - 鄭 - 荘公10年
  - 燕 - 鄭侯31年
- 朝鮮
  - 檀紀1600年
- ユダヤ暦 : 3027年 - 3028年

## できごと
- この頃、ギリシアのコリントス人が植民市シラクサ（シュラクサイ）を建設。